# Alamata
Alamata – miasto w północnej Etiopii. Położone jest w Strefie Południowej (Debubawi) Regionu Tigraj. Położone jest na wysokości 1520 m n.p.m. Jest ośrodkiem administracyjnym Woredy Alamata. Ośrodek przemysłowy.
Według danych ze spisu powszechnego w 2007 roku liczba mieszkańców wyniosła 33 214 osób – 16 140 mężczyzn i 17 074 kobiety.